# 1892年式152毫米45倍徑艦炮
1892年式152毫米45倍徑艦炮（英語：152mm 45 caliber Pattern 1892）是一款由俄羅斯在日俄战争前若干年研製及生產的艦載主炮，在在日俄戰爭和第一次世界大战期間搭載於俄羅斯帝國海軍的各種军舰。在俄羅斯內戰期間，從報廢艦隻當中回收過來的火炮在蘇聯海軍的河川巡邏艦以上重獲新生；而且在第二次世界大戰期間，它們又被用作海岸炮和列車炮。據估計，在1941年，仍有196門火炮仍在用作海岸炮（波羅的海有82門、太平洋有70門，黑海37門，以及北方艦隊7門）。在1917年獨立以後，據估計芬蘭繼承了100門火炮，有些火炮還一直使用直到1980年代。最後一門於2003年退役。

## 歷史
1891年，法國設計師卡內特向俄羅斯海軍代表團展示了三款由他所設計的火炮。第一款是75毫米50倍徑火炮，第二款是120毫米45倍徑火炮，最後一款是152毫米45倍徑火炮。全數三款火炮都採用了定裝速射彈藥，這使得75毫米50倍徑火炮的射速為15發／分鐘、120毫米45倍徑火炮為12發／分鐘，而152毫米45倍徑火炮為10發／分鐘。俄羅斯代表因而留下了深刻的印象，並且在翌年（1892年）就三款火炮的生產許可進行了談判。可事實上，由於彈藥處理困難，152毫米45倍徑火炮很難達到10發／分鐘的射速。而實際射速亦因艦種而異，從彼得罗巴甫洛夫斯克级战列舰的低見2發／分鐘到單甲板炮架火炮的高至7發／分鐘不等。1901年，原定裝速射彈藥被修改為分裝速射推進藥彈殼和拋射彈。

## 結構
所生產的152毫米45倍徑火炮有兩種主要系列。該火炮的第一系列是由厚實的A管、一根長達3.2（10英尺5.98英寸）的B管和護套構成。第一系列火炮當中的215門是在1897年—1901年之間生產，其中布尔什维克工厂為181門，而彼尔姆工廠為37門。在日俄戰爭期間，有數門火炮在行動中被破壞；然後在1909年至1918年之間，生產了增強系列的133門火炮，其中布尔什维克工廠為21門，而彼爾姆工廠為112門。增強系列的火炮裝有更細的A管和三段式B管，並且以長達4米（13英尺1英寸）的護套進行了加固。

## 海軍用途
152毫米45倍徑火炮為1890年—1916年之間建造的俄羅斯帝國海軍的大多數装甲巡洋舰、前無畏艦和防护巡洋舰的武裝。
裝甲巡洋艦
- 科爾尼洛夫海軍上將號（英语：Russian cruiser Admiral Kornilov）——在1905年的改裝以後，該艦隻的主炮是每舷5座152毫米45倍徑火炮，設於單裝炮架。[5]
- 巴扬级（英语：Bayan-class cruiser）——該級級的四艘艦隻的副炮，由每舷4座炮廓（英语：Casemate）以內的152毫米45倍徑火炮所組成，設於艦舯的單裝炮架。[6]
- 迪米特里·頓斯柯伊級——經過1895年的改裝以後，迪米特里·顿斯柯伊号（英语：Russian cruiser Dmitrii Donskoi）的主炮為6座152毫米45倍徑火炮，設於單裝炮架；[7]而經過1897年的改裝以後，弗拉基米尔·莫诺马赫号（英语：Russian cruiser Vladimir Monomakh）的主炮為5座152毫米45倍徑火炮，設於單裝炮架。[8]
- 米寧號（英语：Russian cruiser Minin）——經過1893年的改裝以後，該艦隻的主炮為每舷3座炮廓以內的152毫米45倍徑火炮，設於單裝炮架。[9]
- 魯里克級——格罗莫鲍伊号（英语：Russian cruiser Gromoboi）、俄罗斯号（英语：Russian cruiser Rossia）和留里克号（英语：Russian cruiser Rurik (1892)）的副炮為8座炮廓以內的152毫米45倍徑火炮，設於單裝炮架。[10][11][12]

砲艦
- 勇敢号（英语：Soviet gunboat Krasnoye Znamya）——該艦的副炮為1座152毫米45倍徑火炮。[13]
- 高丽人級（英语：Russian gunboat Korietz）——該級的9艘艦隻的副炮為1座152毫米45倍徑火炮。[14]

前無畏艦
- 博罗季诺级——該級的5艘艦隻的副炮為每舷12座152毫米45倍徑火炮，設於艦舯（英语：Glossary of nautical terms）的雙聯砲塔。[15]
- 叶卡捷琳娜二世级（英语：Ekaterina II-class battleship）——該級的2艘艦隻都改裝為152毫米45倍徑火炮。1909年，錫諾普號（英语：Russian battleship Sinop）將改裝的12座單裝炮用作副炮。然後同年，乔治－波比多洛斯茨号（英语：Russian battleship Georgii Pobedonosets）將改裝的14座單裝炮用作副炮。[16]
- 葉夫斯塔菲級——該級的2艘艦隻的第三炮為每舷6座炮廓以內的152毫米45倍徑火炮，設於艦舯的單裝炮架。
- 亚历山大二世号（英语：Russian battleship Imperator Aleksandr II）——經過1904年的改裝以後，該艦隻的第三炮為每舷4座炮廓以內的152毫米45倍徑火炮，設於艦舯的單裝炮架。[17]
- 佩列斯韦特级——該級的3艘艦隻的副炮為每舷5座炮廓以內的152毫米45倍徑火炮，設於艦舯的單裝炮架。在艦艏的炮廓以內亦裝有一座火炮。[18]
- 彼得罗巴甫洛夫斯克级——該級的3艘艦隻的副炮為每舷4座152毫米45倍徑火炮，設於艦舯的雙聯砲塔。另於艦舯兩舷設有兩座炮廓並在以內裝有一座炮架。[19]
- 彼得·韋利基號（英语：Russian ironclad Petr Veliky）——經過1907年的改裝以後，該艦隻的副炮為12座152毫米45倍徑火炮。[20]
- 波将金号——該艦隻的副炮為每舷8座炮廓以內的152毫米45倍徑火炮，設於艦舯的單裝炮架。[21]
- 列特维赞号——該艦隻的副炮為每舷6座炮廓以內的152毫米45倍徑火炮，設於艦舯的單裝炮架。[22]
- 罗斯季斯拉夫号——該艦隻的副炮為每舷4座152毫米45倍徑火炮，設於艦舯的雙聯砲塔。[23]
- 伟大的西索伊号（英语：Russian battleship Sissoi Veliky）——該艦隻的副炮為每舷3座炮廓以內的152毫米45倍徑火炮，設於艦舯的單裝炮架。[24]
- 三圣僧号（英语：Russian battleship Tri Sviatitelia）——該艦隻的副炮為每舷4座炮廓以內的152毫米45倍徑火炮，設於艦舯的單裝炮架。
- 皇太子號——該艦隻的副炮為每舷6座炮廓以內的152毫米45倍徑火炮，設於艦舯的雙聯砲塔。[25]

防護巡洋艦
- 阿斯科利德号（英语：Russian cruiser Askold）——該艦隻的主炮為12座152毫米45倍徑火炮，設於單裝炮架。[26]
- 博加特里（勇士）级（英语：Bogatyr-class cruiser）——該級的4艘艦隻的主炮為前舷與後舷（2座）152毫米45倍徑火炮，設於雙聯砲塔。另於艦隻兩舷設有4座炮廓並在以內裝有一座炮架。[27]
- 帕拉达级——該級的3艘艦隻的主炮為8座152毫米45倍徑火炮，設於單裝炮架。[28]
- 斯韦特兰娜號（英语：Russian cruiser Svetlana (1896)）——該艦隻的主炮為前舷與後舷（2座）152毫米45倍徑火炮，設於單裝炮架。另於艦隻兩舷設有2座炮廓並在以內裝有一座炮架。[29]
- 瓦良格号——該艦隻的主炮為12座152毫米45倍徑火炮，設於單裝炮架。[30]

## 芬蘭使用
芬蘭獨立以後，俄羅斯帝國彼得大帝海軍要塞的海岸防禦工事的北半部落入芬蘭手中，大體上完好無損。海岸炮當中包括約100門152毫米45倍徑卡內特炮，這款型號成為了芬蘭同類當中的主力海岸火炮。它被命名為152/45 C。火炮之間有著相當大的差異，因為它們包括不同年份的海軍和陸軍海岸火炮型號。在較高的海岸炮炮架以上裝上了大約70門火炮，當中還使用了不同的火炮炮架；但是其餘的30門火砲則架設在艦船下甲板樣式炮架以上，而且最大仰角和射程都較為低下。:145–151
在战间期期間，芬蘭海岸炮兵對各款炮架進行了修改。其中最重要的修改是將火炮倒置，以使得調理彈簧位於火炮頂部，從而可以增加最大仰角，以至增加射程。但是，將火炮倒置時還需要加強調理器，並且追加一具平衡器以修正改變以後的平衡，以及對炮架和抬昇機構的其他更改。最大仰角的增加還可讓該火炮用作防空武器。為了增加最大射程，還對火炮所用的彈藥進行了修改，在現成的彈藥以上新增了防風帽，使得射程增加了1.5倍。另外，芬蘭軍隊亦改變了火炮的裝填方式，可讓其無需於每次擊發過後將火炮仰角歸零以下直接重新裝填。這種手法亦增加了其射速。:18–19, 145–151
第二次世界大戰期間，152/45 C是從實際上芬蘭的制式海岸炮，1939年初的庫存當中有95門火炮。在冬季战争間，直到海面凍結以前，裝備了該火炮的海岸炮台抵禦了蘇聯海軍的突襲。這些火炮亦為芬蘭軍隊提供了重要的砲擊支援：在曼纳海姆防线的兩端是配備了152/45 C火炮的海岸砲台，鑑於芬蘭野戰炮兵缺少，它們的作用顯得重要。拉多加湖北部的其他海岸砲台也用於支援陸戰；隨後的戰爭當中，維堡灣和科特卡的海岸要塞也參與了戰鬥。:65–78戰爭期間損失了18門火炮，當中大多數原因是不得不放棄海岸要塞。冬季戰爭後，仍有76門火炮可以使用。:145–151
在战间和平期間，芬蘭開始建造薩爾帕防線以加強新邊界，以取代曼納海姆防線的防御工事。薩爾帕防線的火炮包括了六門152/45 C火炮。在继续战争當中，152/45 C又一次捲入戰鬥，多門火炮因炮管爆炸或完全磨損而丟損失。1943年，在冬季戰爭中丟失的一部份火炮得以重新收繳，使得總數回升到78門。到1944年5月1日，這數值下降到60門。在第二次世界大戰期間，152/45 C火炮也被用作高射炮。可是最初就在飛機發明之前就設計的該火炮，即使在接受了改裝以後，在這方面的作用上亦不會特別有效。:66–67儘管有所限制，但它倆還是被用以反抗敵方轰炸机編隊（特別是在防禦赫爾辛基）還有战斗机。:145–151芬蘭還將152/45 C火炮用作列車炮。1924年，152/45 C火炮架設芬蘭的鐵路貨車以上，進行了首次試驗，並且獲命名為152/45 CRaut。冬季戰爭的動員計劃要求能搭載兩門火炮的列車炮台，但由於設備上的問題，大部分戰爭當中只有搭載一門火炮的列車炮台可以使用。在繼續戰爭當中，炮台更擴大到搭載四門火炮。1941年9月21日，在從蘇聯繳獲的180毫米列車炮所組成第1鐵路砲兵連組成以後，該四門火炮的砲台被更名為第2鐵路砲兵連。戰後，該砲兵連被解散，火炮亦從鐵路貨車以上撤下，但其改型計劃仍然存在。1962年，仍有三門火炮獲保留以用於組建鐵路砲兵連。:184–185
繼續戰爭結束以後，在《莫斯科停戰協議》以下，盟軍控制委員會要求：必須將位於波卡拉半岛以東所有口徑大於120毫米的海岸火炮全都清拆並且放置在存儲處。:89其中包括波卡拉周邊的海岸防禦工事，首都赫尔辛基的防禦工事（18門152毫米主砲）:92和科特卡—哈米納地區要塞（17門152/45 C火炮）。:117簽署《巴黎和平條約》以後，這一限制於1947年解除。:117戰後，152/45毫米C火炮都嚴重磨損，有多門火炮破裂或是磨損。對炮管故障的調查所得出的結論是，火炮無法承受所用火药產生的膛壓。這使得其後研發了一款新型的輕質高爆炮彈，可以用半裝火藥擊發。而破舊的炮管則被全新研發的50倍徑152 50坦佩拉炮管所取代。:145–151

### 152 50坦佩拉炮管

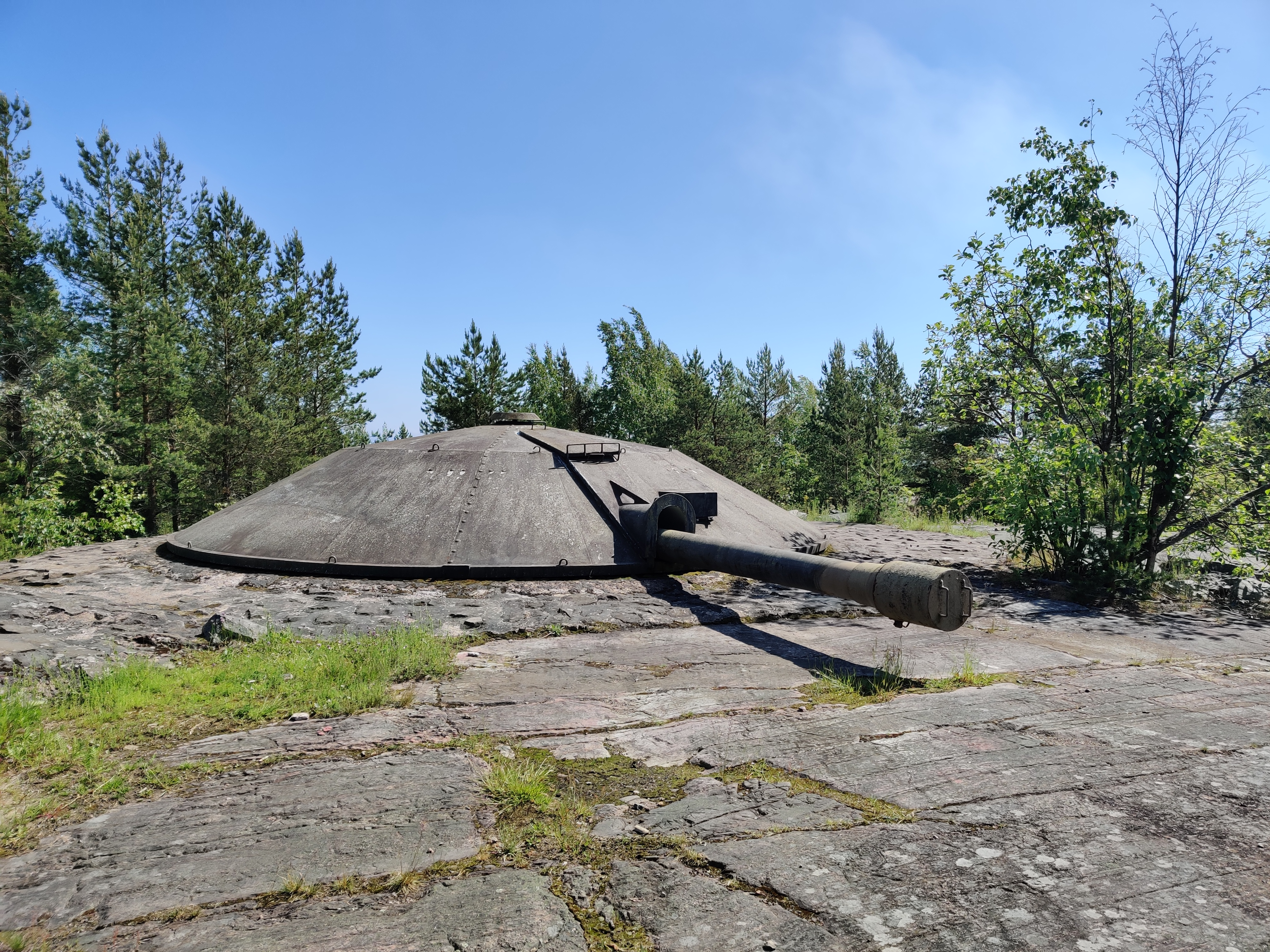
152 50坦佩拉炮管。

第二次世界大戰快結束時，坦佩拉公司已受令為152/45 C火炮製造新的炮管。由於戰爭的結束，這種情況並無發生；直到在1950年代初，又有可以調用的資金使得火炮能現代化。坦佩拉炮管為50倍徑，比原型炮管延長5倍徑，並且具有不同的漸進式膛線，具有48條深至1.25（0.05英寸）的陰線，而非原型所恆定的38條深至1.0（0.04英寸）的陰線。由於這些變化，現代化的火炮無法使用原型火炮的彈藥，而是採用了為其彈殼而研發的全新彈藥。現代化火炮的最大射程為25（15.53英里）。新炮管還裝有砲口制動器。新型火炮的名稱為152 50 T，並於1959年開始裝備海岸炮台。總共建造了29門火炮。:2301960年代，由於擔憂固定式火炮對凝固汽油弹的脆弱性，因而在火炮以上追加了保護性金屬製穹頂；此外還加裝了超壓系統。穹頂是由薄金屬所製成，只能對細小的破片提供装甲防護。在這以上還對炮架進行了較小的改動，包括更換緩沖彈簧。現代化的火炮取代了老舊的152/45 C火炮，但某些原始型號的火炮仍然在重要性較低位置以上存在。Bolax炮台獨一無二之處，在於雖裝上了穹頂裝甲，但火炮本身卻並未進行現代化。到1980年代，152 50 T被更新型的130 53 TK海岸炮所取代，並最終於2003年退役。:225–227

## 彈藥
該火炮的早期彈藥為定裝速射彈藥，而在後期的彈藥則是分裝速射彈藥。拋射彈重達41.4（91.27磅），裝藥重12（26.46磅）。
該火炮能夠擊發：
- 穿甲弹
- 化學彈
- 普通彈（英语：Glossary of British ordnance terms）
- 高爆彈
- 照明彈
- 燃燒彈
- 半穿甲彈（英语：Glossary of British ordnance terms）
- 榴霰彈

## 圖集

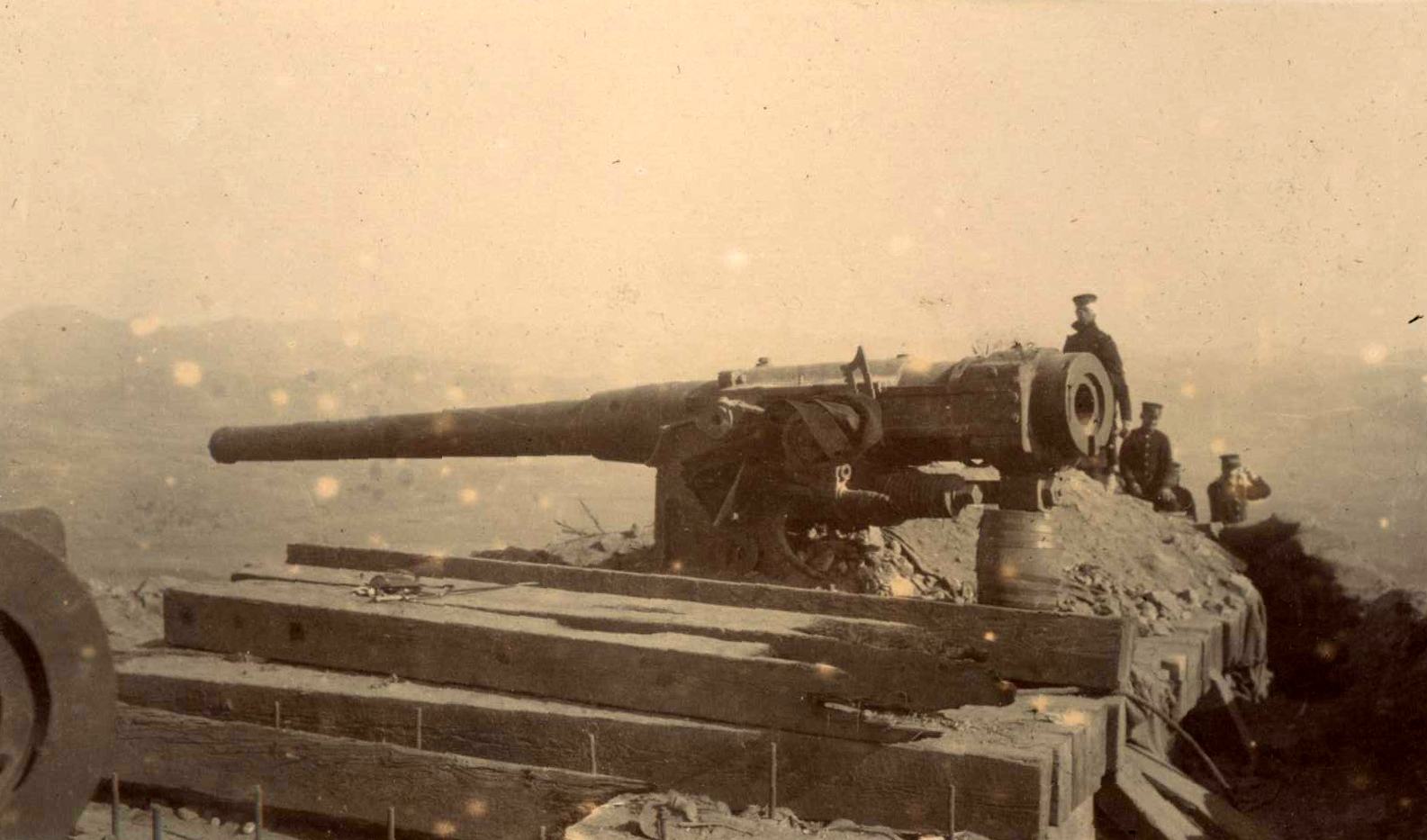
在達利尼被日軍繳獲的火炮。
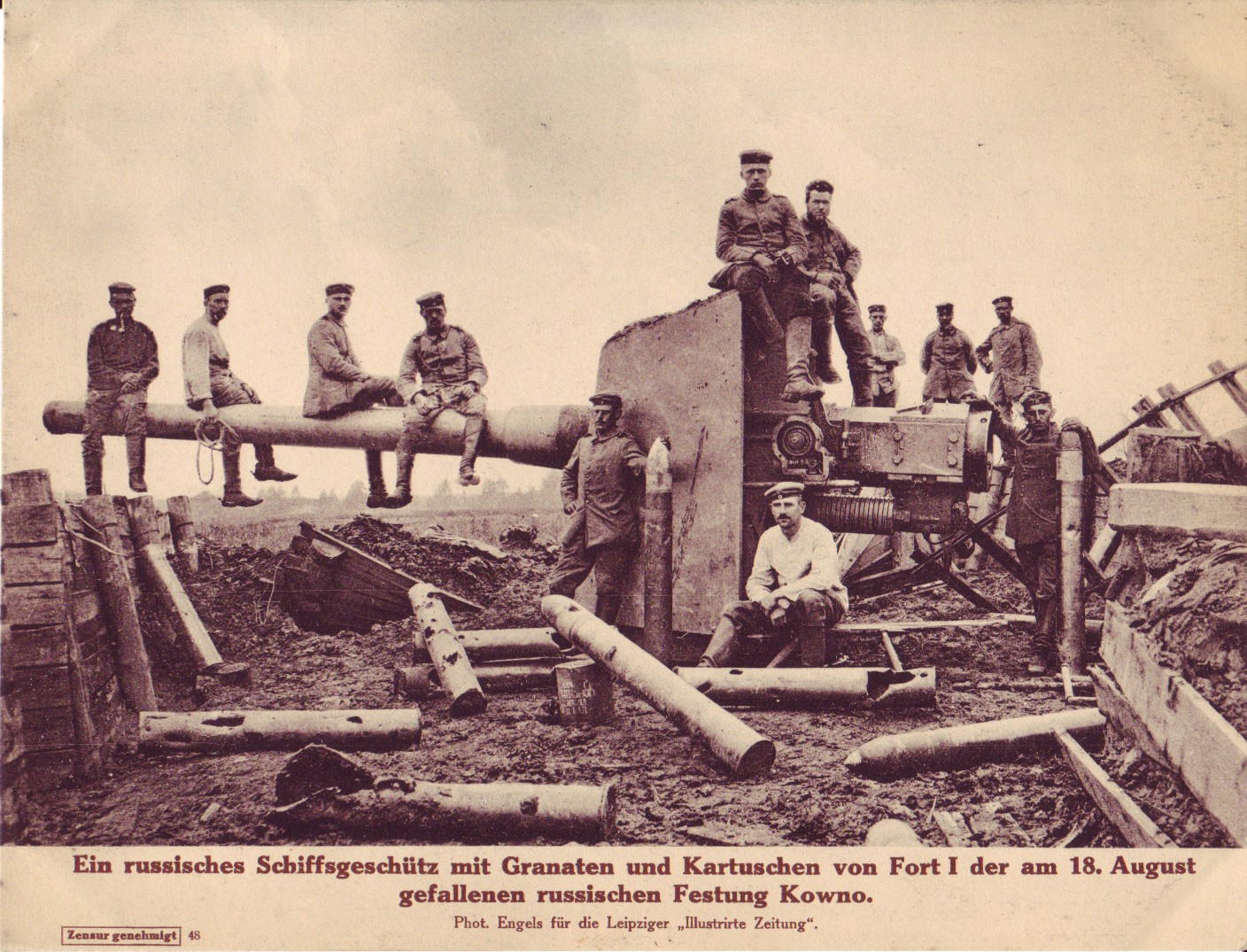
在立陶宛考那斯被德軍繳獲的火炮。
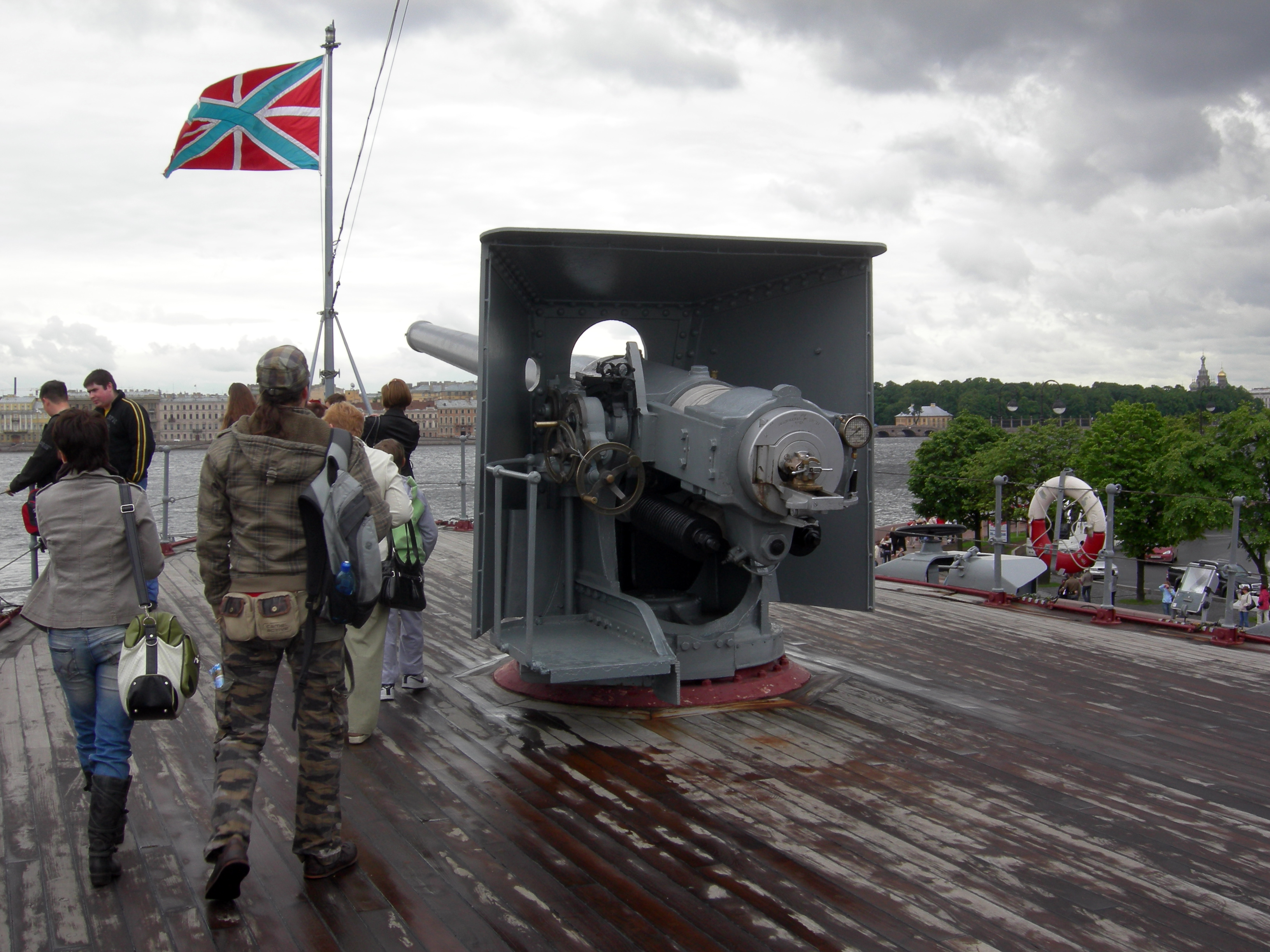
阿芙乐尔号巡洋舰的前舷主炮，它打響了布爾什維克革命的第一炮。
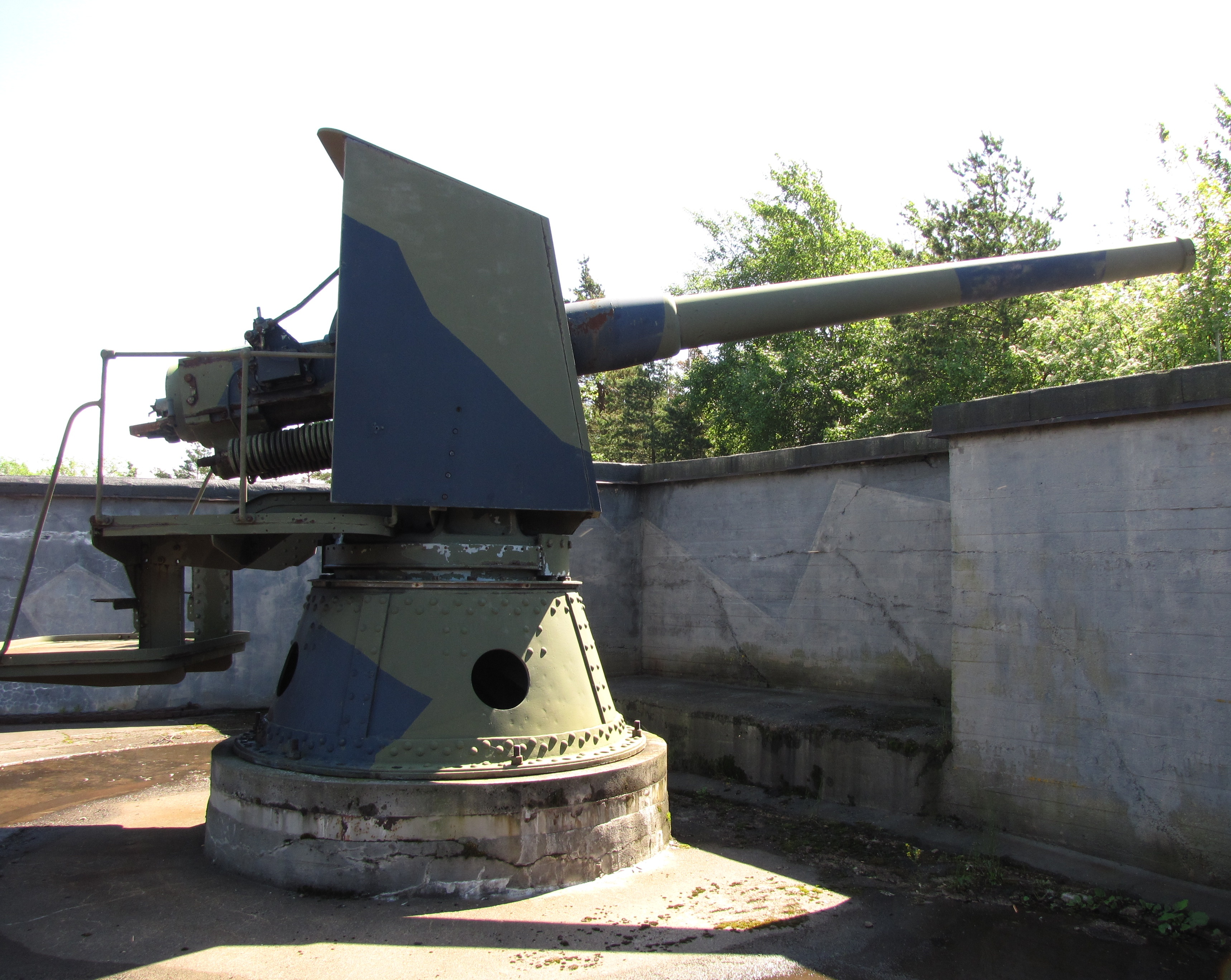
奎瓦薩里島以上的1892年式152毫米45倍徑海岸炮型。該火炮是由布尔什维克工厂在1896年生產，序列號為30。
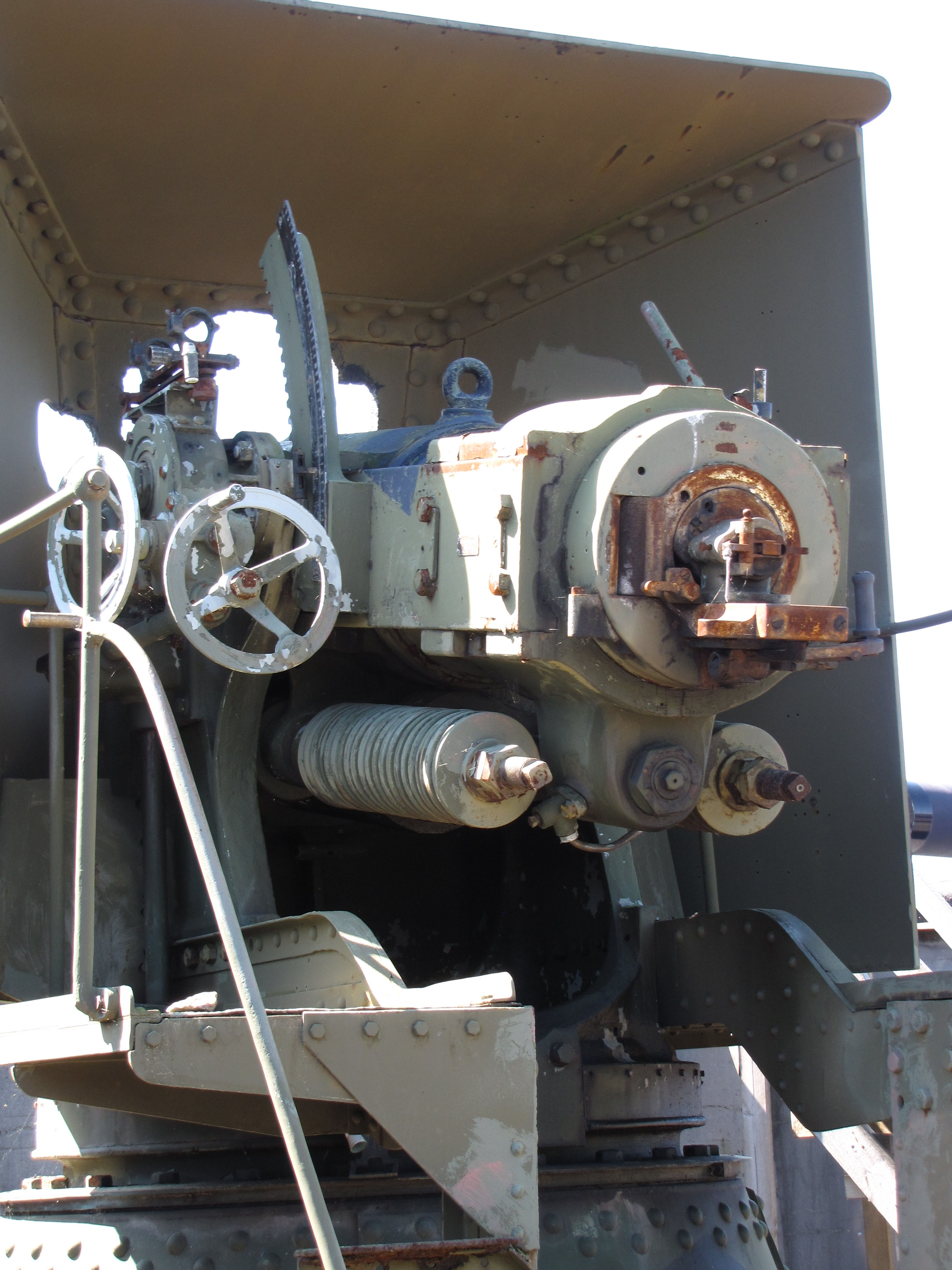
同一門火炮的後膛（英语：Breechloader）。
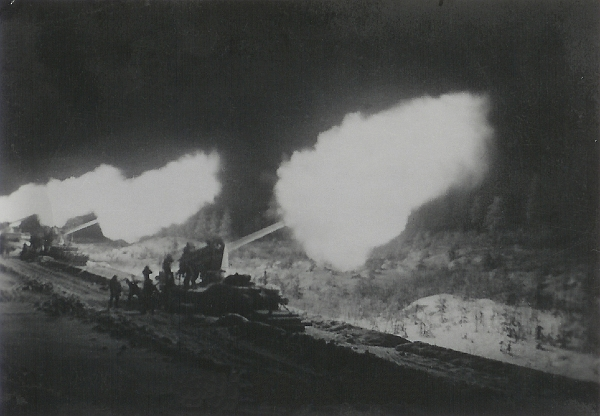
在继续战争期間，芬蘭列車炮在卡累利阿的Vanozero附近的晚上。

## 資料來源
1. 1 2 3 4 5 6  Friedman, Norman. . Seaforth. 2011-01-01. ISBN 9781848321007. OCLC 786178793.
2. 1 2 3  DiGiulian, Tony. . www.navweaps.com.   [2017-04-06]. （原始内容存档于2020-11-26） （英语）.
3. ↑  . navalhistory.flixco.info.   [2020-06-22]. （原始内容存档于2020-06-17）.
4. ↑  . navalhistory.flixco.info.   [2020-06-22]. （原始内容存档于2020-06-17）.
5. ↑  . www.navypedia.org.   [2017-04-06]. （原始内容存档于2020-11-07）.
6. ↑  . www.navypedia.org.   [2017-04-06]. （原始内容存档于2020-11-07）.
7. ↑  . www.navypedia.org.   [2017-04-06]. （原始内容存档于2020-11-07）.
8. ↑  . www.navypedia.org.   [2017-04-06]. （原始内容存档于2020-11-07）.
9. ↑  . www.navypedia.org.   [2017-04-06]. （原始内容存档于2020-11-07）.
10. ↑  . www.navypedia.org.   [2017-04-06]. （原始内容存档于2020-11-07）.
11. ↑  . www.navypedia.org.   [2017-04-06]. （原始内容存档于2020-11-07）.
12. ↑  . www.navypedia.org.   [2017-04-06]. （原始内容存档于2020-11-07）.
13. ↑  . www.navypedia.org.   [2017-04-06]. （原始内容存档于2020-11-07）.
14. ↑  . www.navypedia.org.   [2017-04-06]. （原始内容存档于2020-11-07）.
15. ↑  . www.navypedia.org.   [2017-04-06]. （原始内容存档于2020-11-13）.
16. ↑  . www.navypedia.org.   [2017-04-06]. （原始内容存档于2020-08-20）.
17. ↑  . www.navypedia.org.   [2017-04-06]. （原始内容存档于2020-11-07）.
18. ↑  . www.navypedia.org.   [2017-04-06]. （原始内容存档于2020-11-07）.
19. ↑  . www.navypedia.org.   [2017-04-06]. （原始内容存档于2020-11-07）.
20. ↑  . www.navypedia.org.   [2017-04-06]. （原始内容存档于2020-08-20）.
21. ↑  . www.navypedia.org.   [2017-04-06]. （原始内容存档于2021-01-02）.
22. ↑  . www.navypedia.org.   [2017-04-06]. （原始内容存档于2020-11-07）.
23. ↑  . www.navypedia.org.   [2017-04-06]. （原始内容存档于2020-11-07）.
24. ↑  . www.navypedia.org.   [2017-04-06]. （原始内容存档于2020-11-07）.
25. ↑  . www.navypedia.org.   [2017-04-06]. （原始内容存档于2020-11-07）.
26. ↑  . www.navypedia.org.   [2017-04-06]. （原始内容存档于2020-11-07）.
27. ↑  . www.navypedia.org.   [2017-04-06]. （原始内容存档于2020-11-07）.
28. ↑  . www.navypedia.org.   [2017-04-06]. （原始内容存档于2020-11-07）.
29. ↑  . www.navypedia.org.   [2017-04-06]. （原始内容存档于2020-11-07）.
30. ↑  . www.navypedia.org.   [2017-04-06]. （原始内容存档于2020-11-07）.
31. ↑  Mikola, Keijo; Lappalainen, Matti; Niska, Juhani.  [From stone castles to hardened steel - history and technical development of coastal artillery]. Rannikkotykistön Upseeriyhdistys r.y. 1994: 39. ISBN 952-90-5235-9 （芬兰语）.
32. 1 2 3 4 5 6 7 8  Enqvist, Ove.  [Coastal guns of independent Finland 1918-1998]. Helsinki: Sotamuseo. 1999. ISBN 951-25-1033-2 （芬兰语）.
33. 1 2 3 4 5 6  . Finnish army 1918 - 1945. 2016-10-15  [9 April 2017]. （原始内容存档于2020-06-22）.
34. 1 2 3  Tirronen, Uolevi.  [Kotka coastal artillery battalion 1918-1993]. Jyväskylä: Rannikkotykistön Upseeriyhdistys r.y. 1994. ISBN 952-90-5236-7 （芬兰语）.
35. 1 2 3  Myllyniemi, Urho; Räihä, Eino.  [Suomenlinna coastal artillery regiment 1918-1998]. Rannikkotykistön Upseeriyhdistys r.y. 1998. ISBN 952-90-5237-5 （芬兰语）.
36. ↑  Enqvist, Ove.  (PDF). Rannikon Puolustaja (Rannikkotykistön upseeriyhdistys r.y.). 2004, 47 (4): 57  [22 April 2017]. ISSN 1239-0445. （原始内容存档 (PDF)于2015-09-24） （芬兰语）.
37. ↑  Enqvist, Ove.  [Bolax gillet rescued rare guns] (PDF). Rannikon Puolustaja (Rannikkotykistön upseeriyhdistys r.y.). 2002, 45 (3): 68  [22 April 2017]. ISSN 1239-0445. （原始内容存档 (PDF)于2017-04-23） （芬兰语）.
38. ↑  Enqvist, Ove.  [From Canet to Tampella] (PDF). Rannikon Puolustaja (Rannikkotykistön upseeriyhdistys r.y.). 1996, 39 (1): 23  [22 April 2017]. ISSN 1239-0445. （原始内容存档 (PDF)于2017-04-23） （芬兰语）.